# Phaenicophaeus diardi
El malcoha ventrinegro (Phaenicophaeus diardi) es una especie de ave cuculiforme de la familia Cuculidae que vive en el Sudeste Asiático.

## Distribución y hábitat
Se encuentra en las selvas tropicales y manglares de la península malaya y las islas de Sumatra y Borneo, registrándose por tanto en el sur de Birmania, Brunéi, Indonesia, Malasia, Singapur y Tailandia.

## Taxonomía
Se reconocen dos subespecies:
- Phaenicophaeus diardi borneensis (Salvadori, 1874)
- Phaenicophaeus diardi diardi (Lesson, 1830)